# John Beche
John Beche, también conocido como Thomas Marshall (f. 1 de diciembre de 1539), fue el último abad de la abadía de Colchester.

## Biografía
Era miembro de la familia Beche de Colchester, que era una dinastía de renombrados herreros de la ciudad. Fue educado en la Universidad de Oxford (probablemente Gloucester Hall ahora Worcester College) donde obtuvo su título de Doctor en Divinidad en 1515. Luego se convirtió en el vigésimo sexto abad de la Abadía de Santa Werburga, Chester (ahora Catedral de Chester) y se convirtió en abad de St. John the Baptist's, Colchester el 10 de junio de 1530.
El 30 de marzo de 1534, el abad Beche tomó asiento en la Cámara de los Lores. En ese año, se aprobó el Acta de Supremacía por la cual Enrique VIII se hizo a sí mismo Jefe de la Iglesia en Inglaterra, y el 7 de julio, él, el prior y la comunidad de 14 firmaron su acuerdo con el Acta. Muchos clérigos consideraron la ruptura con la Santa Sede de carácter temporal, y que era posible distinguir entre el rey como cabeza de la Iglesia en asuntos temporales, aunque no en asuntos espirituales.
El abad era un fuerte oponente de la nueva política del rey y un amigo y admirador de John Fisher y Thomas More. Tras la ejecución de tres priores cartujos, Fisher y More durante 1535, se informó a las autoridades de sus expresiones de reverencia hacia ellos.
En noviembre de 1538, Beche negó el derecho legal de la comisión real de Enrique VIII a confiscar su abadía. Luego fue enviado a la Torre de Londres bajo un cargo de traición; a pesar de haber sido dado de alta, lo detuvieron nuevamente y lo llevaron de regreso a Colchester.
El sirviente del abad dijo que su amo negó que el rey pudiera suprimir la Abadía porque estaba por encima del valor anual de 300 marcos especificado en el estatuto. Otros testigos declararon que Beche había dicho que Dios "tomaría venganza por el derribo de estas casas de religión", que Fisher y More "murieron como buenos hombres y fue una lástima por sus muertes", y afirmó que el rey había roto con la Iglesia Católica porque quería casarse con Ana Bolena. Beche negó estos cargos, pero en su juicio en Colchester, en noviembre de 1539, ya no se declaró en contra de los cargos. Fue condenado y ejecutado. La ejecución se produjo en las tierras de la heredad del abad, probablemente en la horca de la abadía en Greenstead. Su cruz pectoral fue rescatada por la familia Mannock de Gifford Hall, Stoke-by-Nayland, que la confió a la Abadía de Buckfast en Devon, donde aún permanece.

## Veneración
El Papa León XIII decretó la beatificación del abad John Beche el 13 de mayo de 1895. Su fiesta se celebra el 1 de diciembre en la diócesis de Brentwood.